# شیان جی‌اچ-۷
شیان جی‌اچ-۷ (به انگلیسی: Xian JH-7) یک هواگرد ساختِ کارخانهٔ شرکت صنعتی هواگردسازی شیان در کشور جمهوری خلق چین است. نخستین استفاده‌کنندهٔ این هواگرد نیروی دریایی ارتش آزادی‌بخش خلق چین بوده‌است. این هواگرد برای نخستین بار در ۱۴ دسامبر ۱۹۸۸ میلادی مورد استفاده قرار گرفت.

## مشخصات
داده‌ها از 
ویژگی‌های عمومی
- خدمه: ۲
- طول: ۲۲٫۳۲ متر (۷۳ فوت ۳ اینچ)
- پهنای بال: ۱۲٫۸ متر (۴۲ فوت ۰ اینچ)
- ارتفاع: ۶٫۲۲ متر (۲۰ فوت ۵ اینچ)
- مساحت بال‌ها: ۴۲٫۲ متر مربع (۴۵۴ فوت مربع)
- وزن خالی: ۱۴٬۵۰۰ کیلوگرم (۳۱٬۹۶۷ پوند) [۱]
- بیشترین وزن برخاست: ۲۸٬۴۷۵ کیلوگرم (۶۲٬۷۷۷ پوند) [۲]
- پیشرانه: ۲ عدد turbofan engines Xian WS-9 Qinling, ۵۴٫۲۹ کیلونیوتن (۱۲٬۲۰۰ پوند-نیرو) thrust  در هر موتور dry, ۹۱٫۲۶ کیلونیوتن (۲۰٬۵۲۰ پوند-نیرو) با پس‌سوز

عملکرد
- حداکثر سرعت: ۱٬۸۰۸ کیلومتر بر ساعت (۱٬۱۲۳ مایل بر ساعت، ۹۷۶ گره)
- حداکثر سرعت: ۱٫۵۲ ماخ
- بُرد رزمی: ۱٬۷۶۰ کیلومتر (۱٬۰۹۰ مایل، ۹۵۰ مایل دریایی) with one in-flight refueling (estimated)

۹۰۰ کیلومتر (۵۶۰ مایل؛ ۴۹۰ مایل دریایی) without refueling (estimated)
- حداکثر ارتفاع: ۱۶٬۰۰۰ متر (۵۲٬۰۰۰ فوت)

تسلیحات

- اسلحه‌ها: ۱ قبضه توپ خودکار دو لول ۲۳ میلی متری,گریازیف شیپونوف گش-۲۳ با ۳۰۰ گلوله
- آویزگاه‌های حمل سلاح: 9 in total (۶× under-wing, 2× wing-tip, 1× under-fuselage) با ظرفیت 9,000 kg (20,000 lb) external fuel and ordnance
- راکت‌ها: 57mm/90mm unguided rocket pods
- موشک‌ها: ** Air-to-air missiles:
  -     - PL-5[۳]
    - PL-8
    - پی ال ۹
    - PL-12[۴]

  - Anti-ship missiles:
    - Yingji-8K[۵]
    - Yingji-82K[۶]

  - Air-to-surface missiles:
    - CM-802A
    - KD-88[۷]
    - C-705
    - C-704

  - Anti-radiation missiles:
    - Yingji-91[۸]
    - LD-10
    - CM-102
- بمب‌ها: ** Unguided bombs
  - Laser-guided bombs
    - GB1
    - GB5
    - GB100[۹]

  - Satellite-guided bombs
    - LS-6
    - FT-12
    - GB6
    - FT-2
    - FT-3
    - FT-6

اویونیکس

JL-10A radar